# Bernard Salomon

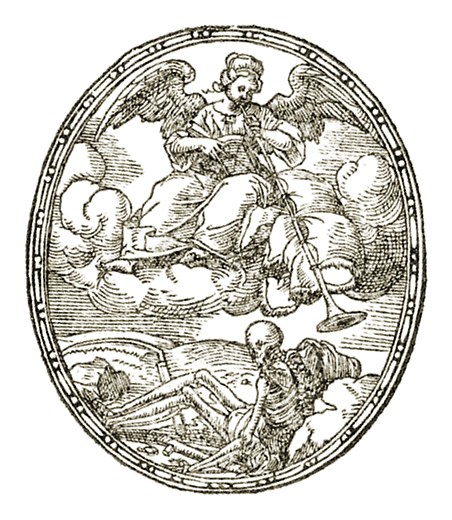
Xilografia di Trionfo della fama di Francesco Petrarca, realizzata da Bernard Salomon, da Bernard Salomon: Illustrateur Lyonnais, 1550

Bernard Salomon noto anche come il Piccolo, Bernard B. Gallus o Gallo (1506 – 1561) è stato un pittore, disegnatore e incisore francese.

## Biografia e formazione
Poco si sa della sua vita. Il suo luogo di nascita non è noto, ma alcuni autori ne collegano le origini ad una famiglia di fabbricanti di cinture lionesi, presenti in città fin dal XV secolo. Allo stesso modo, non si sa con certezza dove si sia formato, e le teorie secondo cui si sarebbe recato a Parigi per apprendere mestiere sembrano superflue, poiché la città sul Rodano era ricca maestri incisori del legno, in grado di insegnargli le basi dell'arte xilografica.
Si sposò due volte: la prima moglie fu Anne Marmot, dalla quale ebbe una figlia, Antoinette Salomon, che sposò il tipografo Robert Granjon, e un figlio, Jean Salomon. La seconda moglie fu Louise Missilieu. Egli aveva tre residenze, l'ultima delle quali si trovava tra rue Pizay e rue de l'Arbre-Sec.
Fu incaricato di fornire decorazioni per Ippolito II d'Este nel 1540, Enrico II di Francia nel 1548 e Jacques Dalbon signore di Saint Andre nel 1550. Collaborò a lungo con lo stampatore Jean de Tournes con disegni, incisioni, e illustrazioni per diversi generi di libri, documentari, opere scientifiche e letterarie, compresa una Bibbia e Le metamorfosi di Ovidio (Lione, Tournai, 1557). Le figure di Salomon si ispiravano all'elegante manierismo dell'arte della Scuola di Fontainebleau, e furono d'ispirazione per gli incisori che lavoravano a Lione e divennero ampiamente distribuite e copiate.
Viene talvolta citato come Piccolo, alludendo al dettaglio intricato dei suoi progetti su piccola scala.

## L'arte

### Pittura
Bernard Salomon fu attivo come pittore, sia per dipingere facciate in stile italiano sia per creare decorazioni per ingressi solenni. Diresse i lavori per l'ingresso di Enrico II nel 1548, per quello del governatore Jacques d'Albon e per i festeggiamenti del trattato di Cateau-Cambrésis nel 1559. Fu anche incaricato di dirigere la realizzazione dei dipinti per l'ingresso del cardinale Alessandro Farnese a Carpentras nel 1553.
Per gli ingressi lionesi lavorò in coordinamento con Maurice Scève e Barthélémy Aneau; chiara indicazione dell'importanza del suo ruolo nell'ambiente umanistico lionese.

### L'incisone
Tuttavia, è molto più conosciuto come incisore. Pochissimi dei suoi dipinti sono sopravvissuti, per lo più sotto forma di incisioni in libri dedicati alle delle celebrazioni. Si sono invece conservate più di milleseicento incisioni. Si ritiene che lavorasse in uno studio, aiutato da altri incisori che però non raggiungevano la stessa qualità artistica. La tipologia di opere che illustrava comprendeva: la Bibbia, i libri di emblemi, le opere scientifiche, le opere letterarie e i libri di festa.
Il più antico libro con illustrazioni a lui attribuite è un'opera di emblemi scritta da Guillaume de la Perrière e ripubblicata da Jean de Tournes nel 1545, per la quale Bernard Salomon realizzò un centinaio di incisioni di piccolo formato.
Nel 1585, Antoine du Verdier lo descrisse come un "eccellente incisore di storie".
Lavorò a stretto contatto con il tipografo Jean de Tournes e fu il suo principale illustratore. Insieme realizzarono diversi capolavori dell'editoria lionese, tra cui la Bibbia del 1557 e le Metamorfosi di Ovidio dello stesso anno.

## Catalogo delle opere
I principali cataloghi delle opere di Bernard Salomon sono forniti nelle opere di Natalis Rondot e Peter Sharratt.

### Opere stampate
- Guillaume de La Perrière, ouvrage d'emblèmes, Jean de Tournes, 1545
- Andrea Alciato, Emblèmes, Jean de Tournes, 1547
- Esopo, Favole, Jean de Tournes, 1547
- Maurice Scève, La Saulsaye, Jean de Tournes, 1547
- Il Petrarca, Jean de Tournes, 1547 e 1550
- Margherita di Navarra, Margerites de la Marguerite des princesses, 1547
- Claude Paradin, Devises héroïques, 1551
- Guillaume Guéroult, Hymnes du temps et de ses parties, 1560